# Mimmo Paladino

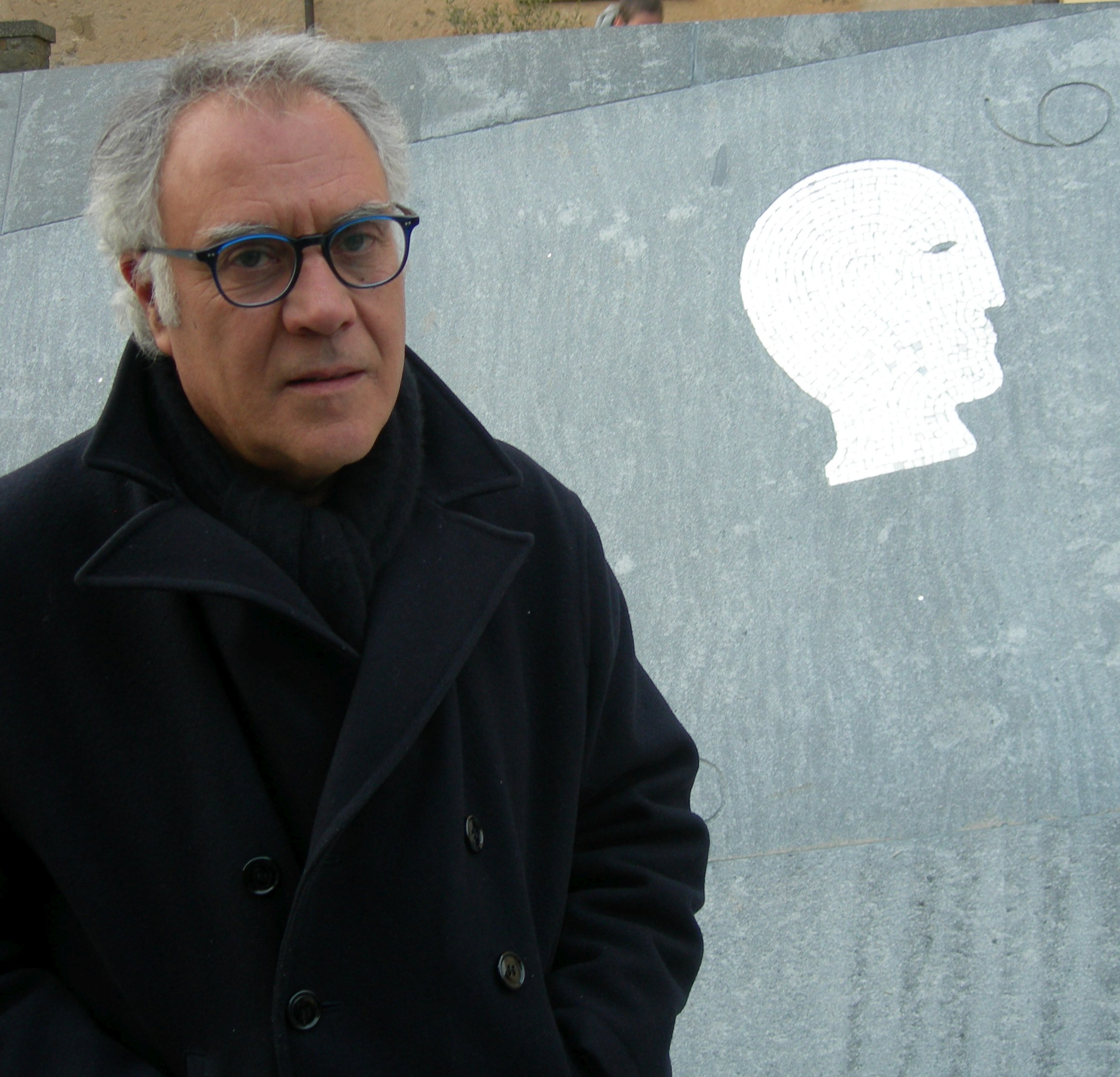
Mimmo Paladino bei der Eröffnung der Piazza dei Conti Guidi in Vinci, 2006

Mimmo Paladino (* 18. Dezember 1948 in Paduli, Provinz Benevento; eigentlich Domenico Paladino) ist ein zeitgenössischer italienischer Maler und Objektkünstler. Paladino zählt neben Sandro Chia, Francesco Clemente und Enzo Cucchi zu den Vertretern der italienischen Transavantgarde (it.: Transavanguardia).

## Leben und Wirken

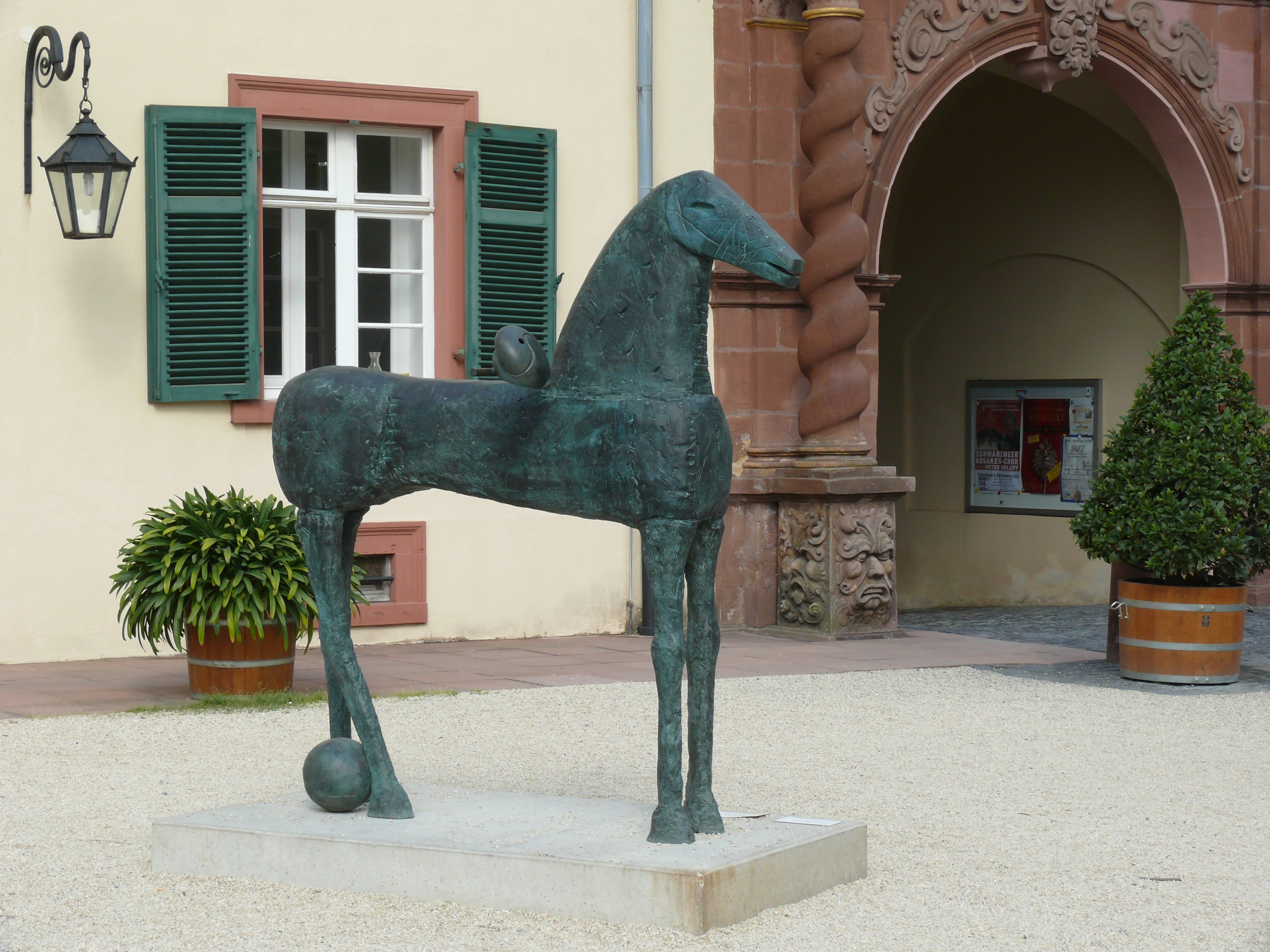
Architettura, Bronze 2005, ausgestellt in „Blickachsen 7“, Bad Homburg vor der Höhe 2009

Mimmo Paladino fand angeregt durch seinen Onkel, einen Maler, der ihn bereits früh mit traditionellen Techniken bekannt machte, zur Kunst. Nachdem er 1964 die Biennale in Venedig besucht hatte, fasste er den Entschluss, Künstler zu werden. Er studierte von 1964 bis 1968 Malerei am Liceo Artistico in Benevento und experimentierte, beeinflusst von Max Ernst und Paul Klee, mit Collagen, Frottagen und ungegenständlichen Bildern. 1968 beendete er die akademische Ausbildung mit dem Diplom und begann frei zu malen.
Anfang bis Mitte der 1970er Jahre befasste sich der Künstler fast ausschließlich mit mythologischen Themen wie dem Ikarus-Mythos, die er in Zeichnungen umsetzte. Dabei entwickelte Paladino seine eigene, für sein späteres Werk signifikante freskenhafte Technik, bei der er großflächige Wände mit Pastellfarben bemalte. Seine erste Ausstellung hatte Paladino 1977 in der „Galerie Lucio Amelio“ in Neapel. Mehrere Reisen nach Mailand sowie der Kontakt zu dem Kunstkritiker Tommaso Trini und dem Galeristen Franco Toselli machten Paladino bald überregional bekannt. In Tosellis Galerie präsentierte er 1978 erstmals seine Wandmalereien. Noch im selben Jahr reiste er nach New York, wo er mit Sandro Chia und Francesco Clemente zusammentraf. Es folgten einige Reisen nach Brasilien.
1980 brachte Mimmo Paladino zusammen mit dem Verleger Emilio Mazzoli ein Buch mit Texten von Achille Bonito Oliva heraus. Der Kunstkritiker Oliva hatte Ende der 1970er Jahre den Begriff Transavanguardia für den Stil der neuen, hauptsächlich von jungen italienischen Künstlern wie Chia, Clemente, Enzo Cucchi und Paladino geprägten Bewegung eingeführt, die in Deutschland Parallelen bei den Neuen Wilden findet. Im selben Jahr nahm Paladino an der Aperto 80 Biennale in Venedig und 1982 an der Biennale of Sydney teil. In den Folgejahren hatte Paladino Ausstellungen im Kunstmuseum in Basel und in der Galleria d’arte moderna di Bologna. 1999 hatte er eine umfangreiche Retrospektive im Lenbachhaus in München und wurde im selben Jahr Ehrenmitglied der Royal Academy of Arts in London. Das Centro per l’arte contemporanea Luigi Pecci in Prato widmete ihm 2002/2003 eine umfangreiche Retrospektive.
Werke von Mimmo Paladino finden sich in den Sammlungen der Tate Gallery in London, des Irish Museums of Modern Art (IMMA) in Dublin, des Metropolitan Museums of Art und des Museums of Modern Art in New York.
Der Künstler lebt und arbeitet in Mailand und Benevento, Italien.

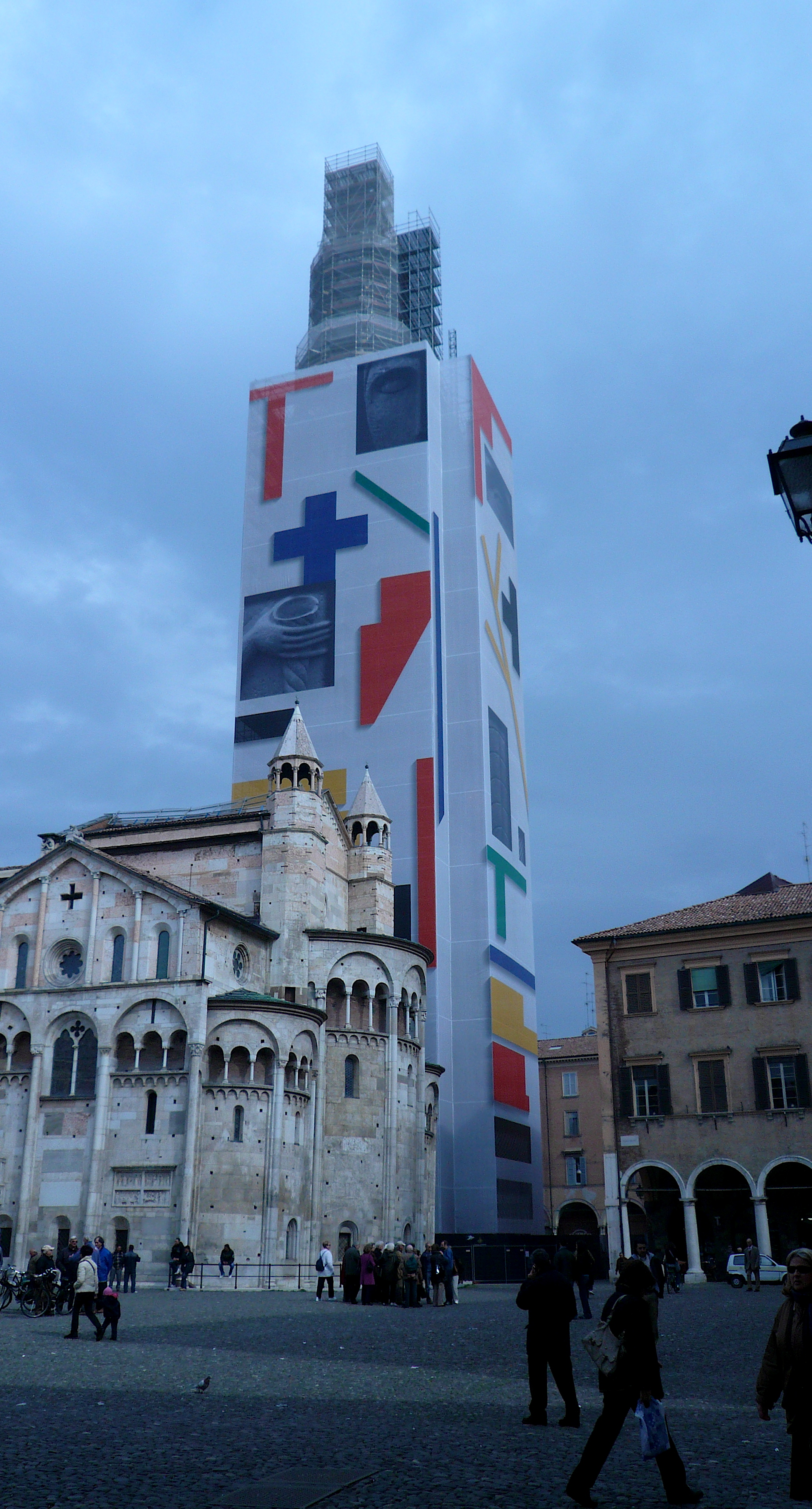
Der Campanile der Kathedrale von Modena, verkleidet von Mimmo Paladino, 2008

## Werk
Mimmo Paladinos Arbeiten sind häufig mit Zeichenstift vorskizzierte Mischtechniken auf Papier oder Holz, wobei er sich sämtlicher traditioneller Mittel bedient. Sein Œuvre umfasst sowohl Aquarell-, Ölmalerei und Tempera sowie Collagen, Frottagen, Gravuren, Kaltnadelradierungen oder Holzschnitt. Paladinos Bilder sind oftmals unbetitelt.
Beispiele 
- 1987: The Perfect Room
- 1992: hortus conclusus, Pferdeskulptur in Benevento, Chiostro di San Domenico
- 1993: montagna bianca
- 2002: Le chien
- 2004: ciclismo
- 2008: Porta di Lampedusa – Porta d'Europa, mit Keramikplatten verkleidete Eisenskulptur am Strand von Lampedusa zur Erinnerung an die Migranten, die ihr Leben auf See verloren haben

## Ausstellungen
- 1979: Transavanguardia, Turin
- 1980: Biennale Venedig, Venedig
- 1982: documenta 7, Kassel
- 1982: Biennale of Sydney, Sydney
- 1984: Merianpark, Basel, Skulptur im 20. Jahrhundert
- 1985: The European Iceberg, Toronto
- 1985: Biennale de Paris, Paris
- 1986: Städtische Galerie im Lenbachhaus, München, Beuys zu Ehren
- bis 2008: Oklahoma City Museum of Art, Oklahoma City
- bis 2008: Museum Haus Lange, Krefeld
- 2009 (Mai–Oktober): Blickachsen 7, Schlosshof, Bad Homburg vor der Höhe

### Einzelausstellungen
- 1976: erste Einzelausstellung in Brescia
- 1981: Mimmo Paladino. Zeichnungen 1976–1981, Kestner-Gesellschaft, Hannover
- 1985: Mimmo Paladino – Arbeiten 1977–1985, Städtische Galerie im Lenbachhaus und Kunstbau, München[2]
- 1992: Museu de Arte Moderna do Rio de Janeiro, Rio de Janeiro
- 1999: South London Gallery, London
- 2000: Art Gallery Artiscope, Brüssel
- 2001: Alan Cristea Gallery, London
- 2002: Galleria Valentina Bonomo, Rom
- 2003: Waddington Galleries, London
- 2005: Museum der Moderne Salzburg, Salzburg
- 2005: Museo Nazionale di Capodimonte, Neapel
- 2006: Galleria Cardi, Mailand
- 2007: Galerie Thaddaeus Ropac, Paris
- 2009: Galerie Klüser, München
- 2013: Art Forum Würth Capena, Capena